# LAM (Fluggesellschaft)

Ehemaliges Logo der Linhas Aéreas de Moçambique

LAM, ehemals Linhas Aéreas de Moçambique (LAM), ist die nationale Fluggesellschaft von Mosambik mit Sitz in Maputo und Basis auf dem Flughafen Maputo. Sie trägt im Englischen den Namenszusatz Mozambique Airlines, im Portugiesischen A Companhia Moçambicana.

## Geschichte

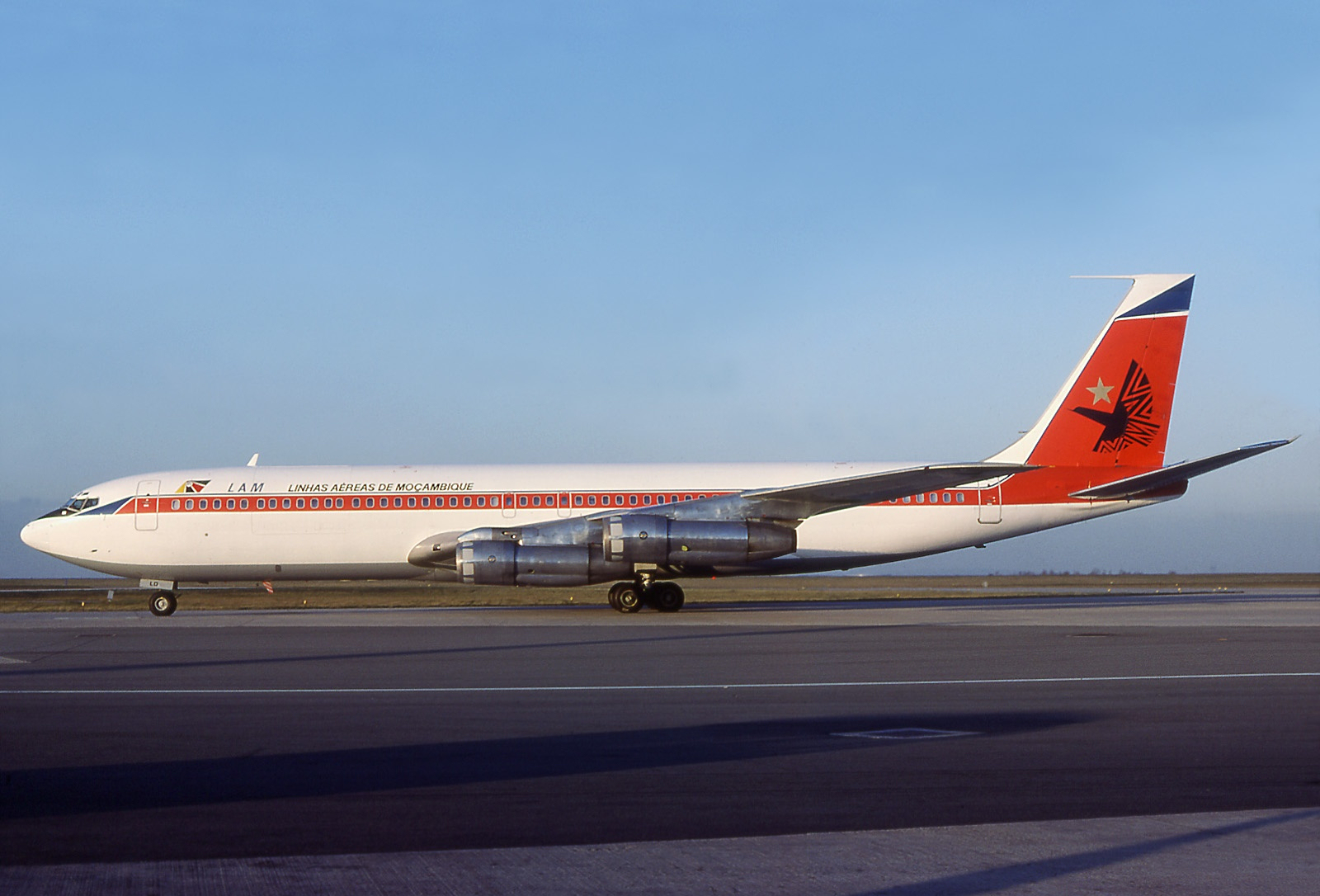
Boeing 707 LAM, Paris 1980

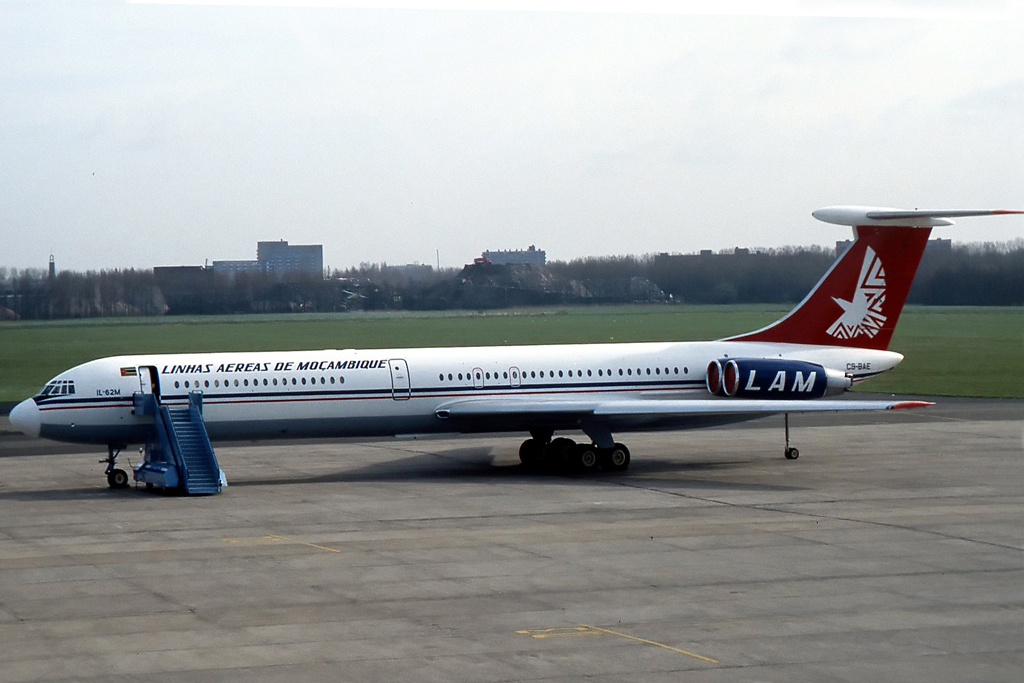
IL-62, Rotterdam 1989

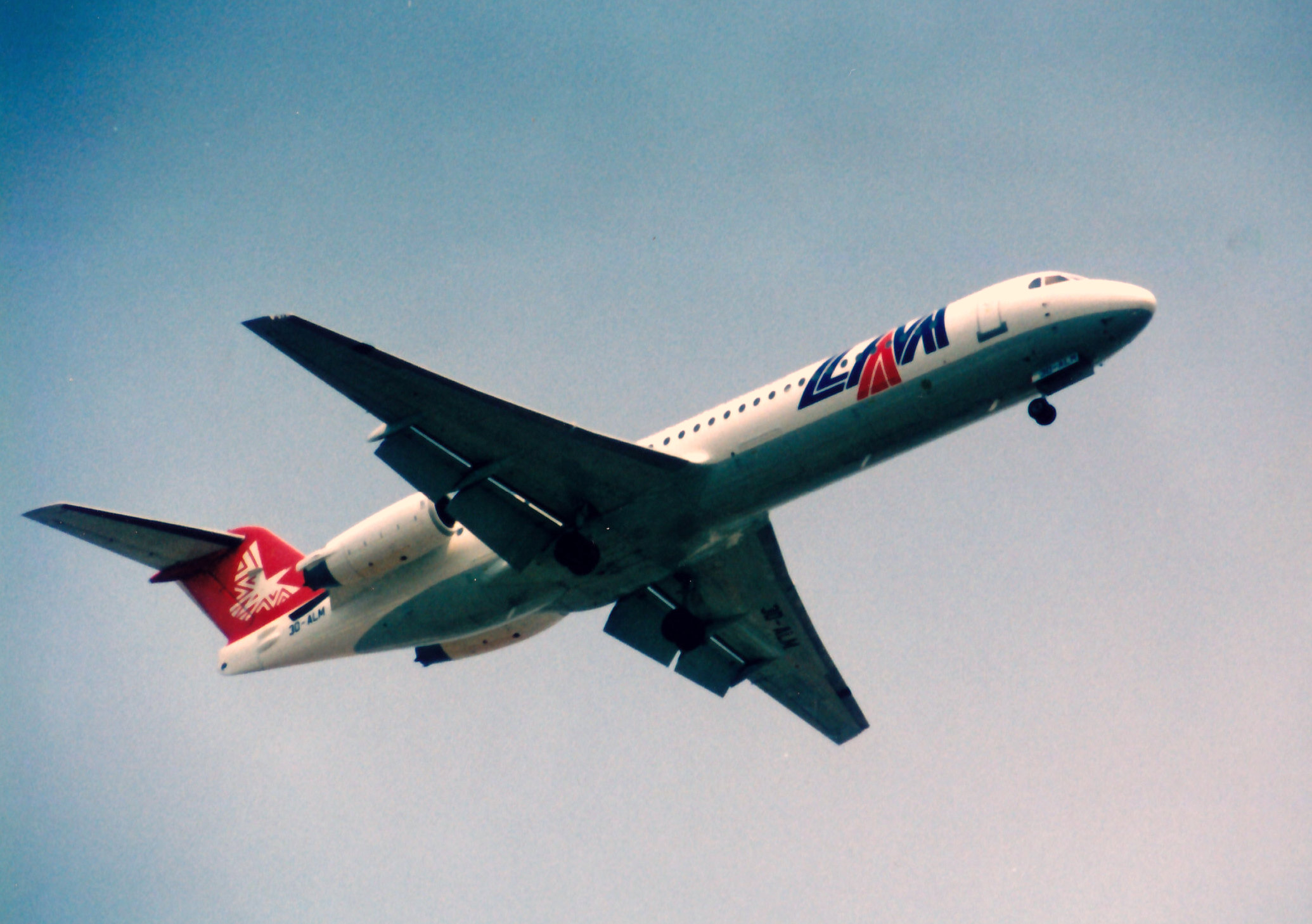
Fokker 100 LAM, Johannesburg 2000

Die Fluggesellschaft wurde im August 1936 unter dem Namen DETA – Direcçâo de Exploração de Transportes Aéreos als eine Abteilung der Behörde für Eisenbahnen, Häfen und Fluggesellschaften von der portugiesischen Kolonial-Regierung gegründet. Der Flugbetrieb wurde am 22. Dezember 1937 aufgenommen.
Nach der Unabhängigkeit wurde die Gesellschaft am 19. November 1980 in LAM – Mozambique Airlines umbenannt. Bis 1998 war sie eine staatliche Gesellschaft. Am 23. Dezember 1998 wurde sie in eine Limited Company umgewandelt. Der Staat hatte einen Anteil von 80 %, die Mitarbeiter 20 %. Ende 1999 wurde die Gesellschaft per Gesetz bestätigt. LAM wurde zudem alleiniger Besitzer der Fluggesellschaft Moçambique Expresso.
Anfangs wurden Langstrecken mit Boeing 707 und Douglas DC-8 geflogen, danach wurde eine McDonnell Douglas DC-10 von der französischen Union de Transports Aériens geleast. Der Höhepunkt der Geschäftstätigkeit war Anfang der frühen 1990er Jahre, als mit der DC-10 zweimal wöchentlich von Maputo nach Lissabon und einmal wöchentlich die Route Paris-Charles de Gaulle – Kopenhagen – Berlin-Schönefeld geflogen wurde. Nach Beendigung des Leasingvertrages wurden die Flüge nach Lissabon bis zum Erhalt von zwei Boeing 767-200ER von South African Airways mit einer Boeing 747SP durchgeführt. Der Einsatz der 767 war nur kurz, da das Management entschied, sich auf regionale Verbindungen zu konzentrieren. Die 767 wurden an die South African Airways verleast.
Ein geplanter Ausbau mit zwei zusätzlichen, bereits bestellten Boeing 737-700 musste im September 2016 abgebrochen werden. Die Fluggesellschaft konnte zwar einen Teil ihrer Schulden in der Höhe von 160 Millionen Dollar abbauen, trotzdem wären die zwei Boeing-Flugzeuge nicht zu bezahlen gewesen. Ein Ausbau des Streckennetzes wurde gestoppt. Wegen fehlender Ersatzteile musste im Frühling 2017 ein Teil der Flotte stillgelegt werden, worauf sich die finanzielle Situation der Fluggesellschaft noch verschlechterte und teilweise chaotische Zustände herrschten. Die Gesellschaft wurde in den vergangenen Jahren von unterschiedlichen Managements geführt, welche sich teilweise in Korruption verstrickten. Ein ehemaliger Finanzdirektor wurde diesbezüglich verurteilt.
Mitte 2021 gab LAM die Umstrukturierung der Flotte bekannt. Dabei solle die Embraer 190 abgestoßen werden.
Seit Mitte 2023 leitet das südafrikanische Beratungsunternehmen Fly Modern Ark die Fluggesellschaft.

## Flugziele
Von ihrer Heimatbasis in Maputo fliegt Linhas Aéreas de Moçambique neben Zielen im Inland weitere afrikanische Ziele an. Zwischenzeitlich wurde Lissabon angeflogen, allerdings verhängte die Europäische Union im April 2011 ein Einflugverbot nach Europa für alle Airlines aus Mosambik und begründete dies mit erheblichen Mängeln bei der Aufsichtsbehörde. Bis Mai 2017 wurde jedoch eine Verbesserung der Flugsicherheit in Mosambik festgestellt und das Verbot wieder aufgehoben.
Die Wiederaufnahme einer Verbindung nach Lissabon war für Anfang 2020 geplant. Sie wurde letztendlich im November 2023 umgesetzt, aber, wie auch Strecken in afrikanische Nachbarländer, im Februar 2025 wegen finanzieller Probleme aufgegeben.

## Flotte

### Aktuelle Flotte

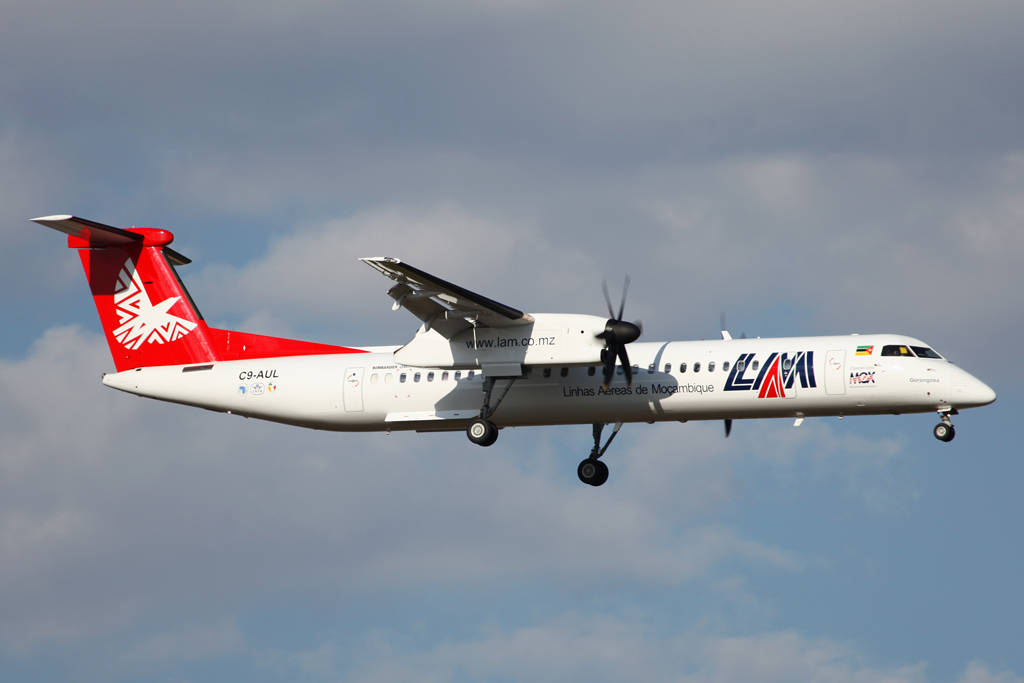
De Havilland DHC-8-400 der LAM

Mit Stand November 2024 besteht die Flotte der LAM aus mindestens vier Flugzeugen mit einem Durchschnittsalter von 18,3 Jahren. Die Auflistung ist jedoch definitiv unvollständig, da auf verschiedensten Routen auch andere Flieger eingesetzt werden:
| Flugzeugtyp        | Anzahl | bestellt | Anmerkungen               | Sitzplätze (Business/Economy) |
| ------------------ | ------ | -------- | ------------------------- | ----------------------------- |
| Boeing 737-700     | 1      |          | mit Winglets ausgestattet | 132 (12/120)                  |
| De Havilland DHC-8 | 3      |          |                           |                               |
| Gesamt             | 4      | -        |                           |                               |

### Ehemalige Flugzeugtypen
- Boeing 707
- CASA Aviocar
- Embraer 190
- Fokker 100
- Iljuschin Il-62
- McDonnell-Douglas DC-10-30

## Zwischenfälle
Am 29. November 2013 stürzte eine Embraer 190 der Linhas Aéreas de Moçambique (LAM) (Luftfahrzeugkennzeichen C9-EMC) mit 27 Passagieren und 6 Besatzungsmitgliedern an Bord auf dem Weg von Maputo nach Luanda im Bwabwata-Nationalpark in Namibia ab. Während des Fluges war eine Änderung der Flughöhenvorgabe vorgenommen worden, die einen siebenminütigen Sinkflug bis zum Aufschlag auf den Boden bewirkte. Als mögliche Ursache wird ein geplanter Absturz durch den Flugkapitän vermutet (siehe auch Linhas-Aéreas-de-Moçambique-Flug 470).